# سفارة السويد في واشنطن العاصمة
سفارة السويد في الولايات المتحدة هي التمثيلية الرسمية وسفارة السويد في الولايات المتحدة.

## مقالات ذات صلة
- سفارة بولندا في واشنطن العاصمة
- سفارة النمسا في واشنطن العاصمة